# Conceveiba terminalis
Conceveiba terminalis är en törelväxtart som först beskrevs av Henri Ernest Baillon, och fick sitt nu gällande namn av Johannes Müller Argoviensis. Conceveiba terminalis ingår i släktet Conceveiba och familjen törelväxter. Inga underarter finns listade i Catalogue of Life.